# Hacettepe Red Deers 2018
Questa voce raccoglie le informazioni riguardanti gli Hacettepe Red Deers nelle competizioni ufficiali della stagione 2018.

## 2. Lig 2018

### Stagione regolare
| Smirne 24 febbraio 2018, ore 18:00 1ª giornata | Ege Dolphins | 0 – 25 (a tavolino) | Hacettepe Red Deers | Campo laterale dello Stadio Atatürk |

| Balıkesir 18 marzo 2018, ore 11:00 3ª giornata | Bandırma Jets | 8 – 14 | Hacettepe Red Deers | Edincik Sahası |

| Ankara 1º aprile 2018, ore 12:00 5ª giornata | Hacettepe Red Deers | 30 – 10 | Kocatepe Victory Walkers | Beytepe Stadı |

| Ankara 22 aprile 2018, ore 14:00 6ª giornata | Hacettepe Red Deers | 39 – 0 | Okan Buffalos | Beytepe Stadı |

| Ankara 5-6 maggio 2018 7ª giornata | Hacettepe Red Deers | 26 – 10 | Sabancı Seahawks |  |

| Ankara 20 maggio 2018, ore 17:00 8ª giornata | Gazi Warriors | 29 – 13 | Hacettepe Red Deers |  |

### Playoff
| Ankara 3 giugno 2018 Semifinale | Hacettepe Red Deers | 10 – 2 | Antalyaspor |  |

| Ankara 9 giugno 2018 Finale | Gazi Warriors | 42 – 0 | Hacettepe Red Deers |  |

## Statistiche di squadra
| Competizione      | %Vittorie | In casa | In casa | In casa | In casa | In casa | In casa | In trasferta | In trasferta | In trasferta | In trasferta | In trasferta | In trasferta | Totale | Totale | Totale | Totale | Totale | Totale |
| Competizione      | %Vittorie | G       | V       | N       | P       | Pf      | Ps      | G            | V            | N            | P            | Pf           | Ps           | G      | V      | N      | P      | Pf     | Ps     |
| ----------------- | --------- | ------- | ------- | ------- | ------- | ------- | ------- | ------------ | ------------ | ------------ | ------------ | ------------ | ------------ | ------ | ------ | ------ | ------ | ------ | ------ |
| Stagione regolare | .833      | 3       | 3       | 0       | 0       | 95      | 20      | 3            | 2            | 0            | 1            | 52           | 37           | 6      | 5      | 0      | 1      | 147    | 57     |
| Playoff           | .500      | 1       | 1       | 0       | 0       | 10      | 2       | 1            | 0            | 0            | 1            | 0            | 42           | 2      | 1      | 0      | 1      | 10     | 44     |
| Totale            | .750      | 4       | 4       | 0       | 0       | 105     | 22      | 3            | 2            | 0            | 1            | 52           | 79           | 8      | 6      | 0      | 2      | 157    | 101    |